# Алам-Кух
Алам-Кух (перс. علم کوه‎) — спящий стратовулкан в горном хребте Эльбурс (Альборз), на севере Ирана, в южной части остана (провинции) Мазендеран. Достигает 4848 метров над уровнем моря.